# Andrea Mutti
Andrea Mutti (Brescia, 5 marzo 1973) è un fumettista italiano.
Ha iniziato l'attività lavorando per le case editrici Xenia e Fenix di Roma passando poi alla Star Comics e Bonelli Editore, quindi in Francia ed in USA.

## Biografia
Conseguito il diploma di geometra, si dedica al fumetto. Dal 1994 collabora con Xenia Edizioni e Fenix . Dal 1996 è alla Star Comics per entrare poi alla Bonelli. Realizza illustrazioni per editori italiani (Mondadori, Playpress, Ancora, Jackson Libri, Tedeschi). Nel 2004 inizia la sua attività in Francia, con Albin Michel, Glénat, Soleil, Casterman, (Vents D’Ouest). Negli USA ha lavorato su albi DC Comics,  Marvel, Boom. Per Dark Horse ha disegnato Conan e ha creato, insieme a Brian Wood, la serie Rebels.
Dal 2017 disegna, su testi di Zack Kaplan, la serie Port Of Earth per la Image Comics.

## Opere

### Xenia Edizioni
- DNAction

### Fenix
- Demon Story

### Star Comics
- Lazarus Ledd (n.32)
- Hammer (nn.8-9 e 13)

### Bonelli
- Nathan Never nn.: 65,81,101,123,124,150,Almanacco della Fantascienza 1997, Almanacco della Fantascienza 1998, Agenzia Alfa 8,Agenzia Alfa 9,Agenzia Alfa 13[4]

### Abin Michel
- Break Point e
- Les Brumes Hurlantes

### Glénat
- Arrivederci amore, ciao
- S.A.S.

### Soleil
- Le Syndrome de Caïn

### Casterman
- Nero - La quinta colonna (Disegni di Mutti, Sceneggiatura Alex Crippa, colori Angelo Bussacchini) 2006, ISBN 9788889574812
- Nero - Arhangelsk (Disegni di Mutti, Sceneggiatura Alex Crippa, colori Angelo Bussacchini) 2007, ISBN 9788861230644

### Vents D'Ouest
- Section financière, sceneggiato da Richard Malka coll. « Turbulences » :
  - 2006 : Corruption
  - 2007 : Délit d'initié
  - 2008 : Neuro-terrorisme
  - 2012 : Paradis artificiels

In Italia Crimini finanziari, Edizioni BD, 2008, ISBN 9788861232945

### DC Comics
- Batman
- Hellblazer
- DMZ

### Marvel
- X-Men
- Punisher

### Boom
- Evil Empire

### Dark Horse Comics
- Conan
- Rebels #1-6 (scritta e sceneggiata da Brian Wood, colorata da Jordie Bellaire), 2015, in Italia: Ribelli la nascita degli Stati Uniti d'America - Una milizia ben regolamentata , Mondadori Comics, ISBN 9788869262500
- Rebels: These free and indipendente States #1-5 (scritta e sceneggiata da Brian Wood, colorata da Jordie Bellaire), 2017, in Italia: Ribelli Stati liberi e indipendenti, Mondadori Comics, ISBN 978-88-6926-486-3